# Granbäckstorp
Granbäckstorp är en ort i Gräsmarks socken i Sunne kommun i Värmland. Fram till och med år 2000 klassade SCB Granbäckstorp som en småort.